# Eumorphus bipunctatus
Eumorphus bipunctatus es una especie de coleóptero de la familia Endomychidae.

## Distribución geográfica
Habita en Java.